# Inertizzazione di materiali infiammabili
Un sistema per l'inertizzazione di materiali infiammabili 
ha lo scopo di diminuire la probabilità di combustione di materiali  infiammabili immagazzinati in uno spazio ristretto. Il più comune di tali sistemi è un serbatoio di carburante contenente liquido combustibile, come benzina, gasolio, carburanti per l'aviazione, carburanti per jet o propellenti per razzi. Dopo che il serbatoio è stato completamente riempito e durante l'uso, c'è uno spazio sopra il carburante, chiamato ullage, che contiene vapori di combustibile misti ad aria, la quale contiene l'ossigeno necessario per la combustione. Nelle giuste condizioni questa miscela può prendere fuoco. Un sistema di inertizzazione sostituisce l'aria con un gas inerte, come l'azoto, che non può supportare la combustione.

## Principio di funzionamento
I tre elementi richiesti per avviare e sostenere la combustione nell'ullage sono: una fonte di accensione (calore), carburante e ossigeno. La combustione può essere prevenuta riducendo uno qualsiasi di questi tre elementi. In molti casi non c'è una fonte di accensione, ad esempio nei serbatoi.  Se non è possibile prevenire la presenza di una fonte di accensione, come nel caso della maggior parte dei serbatoi che forniscono il carburante ai motori a combustione interna, il serbatoio può essere reso non infiammabile riempiendo l'ullage con un gas inerte man mano che il carburante viene consumato. Attualmente vengono utilizzati quasi esclusivamente anidride carbonica o azoto, sebbene alcuni sistemi utilizzino aria arricchita di azoto, o utilizzino vapore.  L'utilizzo di questi gas inerti riduce la concentrazione di ossigeno nell'ullage al di sotto della soglia di combustione.

## Petroliere
Nelle petroliere lo spazio vuoto sopra il carico di petrolio viene riempito con gas inerteper prevenire incendi o esplosioni di vapori di idrocarburi. I vapori di petrolio non possono bruciare in aria con un contenuto di ossigeno inferiore all'11%. Il gas inerte può essere fornito raffreddando e abbattendo i fumi prodotti dalle caldaie della nave. Laddove vengono utilizzati motori diesel, il gas di scarico può contenere troppo ossigeno, pertanto è possibile installare generatori di gas inerte per contrastare la combustione di carburante. Vengono installate delle valvole di ritegno durante il processo di tubazioni degli spazi della cisterna per evitare che vapori o nebbie di idrocarburi volatili entrino in altre apparecchiature. Sulle petroliere sono stati richiesti sistemi a gas inerte a partire dai regolamenti SOLAS del 1974. L'International Maritime Organization (IMO) pubblica lo standard tecnico IMO-860 che descrive i requisiti per i sistemi a gas inerte. Possono essere trasportati in serbatoi inertizzati anche altri tipi di carico come blocchi contenenti prodotti chimici, ma il gas inertizzante deve essere compatibile con i prodotti chimici utilizzati.